# Dżudżewan
Dżudżewan – wieś w Armenii, w prowincji Tawusz. W 2011 roku liczyła 514 mieszkańców.